# 미우라 요시아키

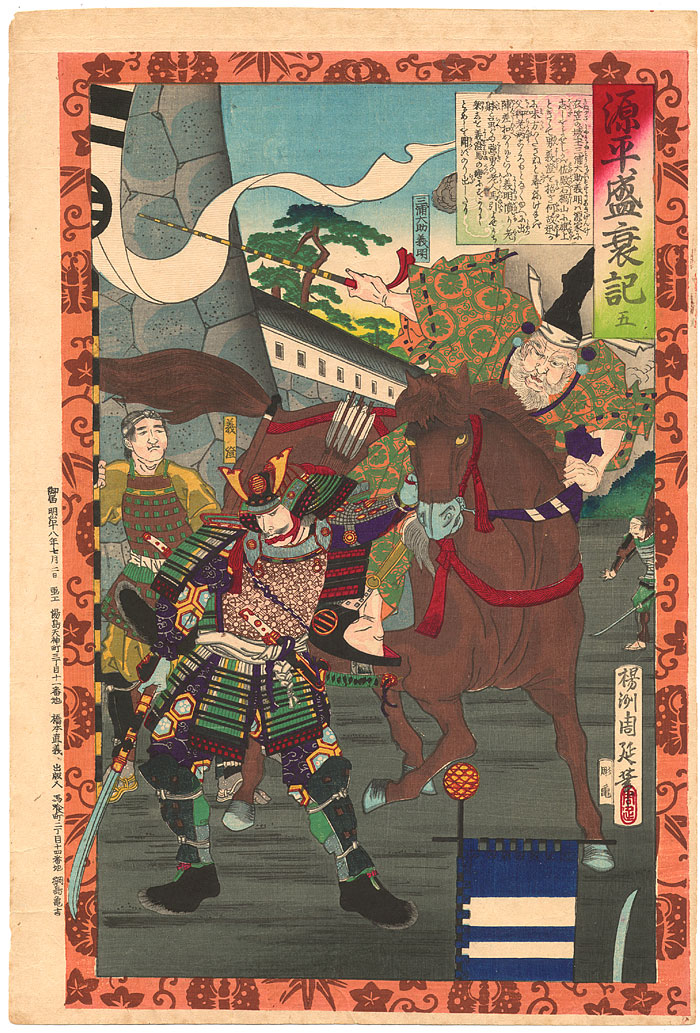
미우라 요시아키

미우라 요시즈미(三浦義明)는 헤이안 시대 말기의 무장이다. 사가미노스케 요시쓰구(相模介義継)의 차남이자 와다 요시모리, 미우라 요시무라의 조부이다.